# دوين سولومون
دوين سولومون (بالإنجليزية: Duane Solomon)‏ هو عداء المسافات المتوسطة أمريكي، ولد في 28 ديسمبر 1984 في لومبوك في الولايات المتحدة.

## وصلات خارجية
- دوين سولومون على موقع الاتحاد الدولي لألعاب القوى (الإنجليزية)
- دوين سولومون على موقع الاتحاد الأمريكي لسباقات المضمار والميدان (الإنجليزية)
- دوين سولومون على موقع الدوري الماسي (الإنجليزية)
- دوين سولومون على موقع اللجنة الأولمبية الدولية (الإنجليزية)
- دوين سولومون على موقع أوليمبيديا (الإنجليزية)
- دوين سولومون على موقع اللجنة الأولمبية والبارالمبية الأمريكية (الإنجليزية)